# Riesenbarbe
Die Riesenbarbe, auch Siamesischer Riesenkarpfen (Catlocarpio siamensis) oder Giant Siamese Carp ist die einzige Art der Gattung Catlocarpio aus der Familie der Karpfenfische (Cyprinidae). Sie ist die größte Art der Familie und ein bedeutender Speisefisch, der auch teilweise in Aquakultur gezogen wird. Auf Grund von Befischung und Habitatsverlust gilt sie als bedroht, in Kambodscha wurde sie zum Nationalfisch ernannt.

## Merkmale
Die Riesenbarbe erreicht eine Länge von zwei bis drei Metern und ein Gewicht von 150 bis 300 Kilogramm. 
Die größte mit der Angel gefangene Riesenbarbe wog über 120 Kilogramm, war über 150 Zentimeter lang und wurde im Jahr 2007 im kommerziellen Angelsee Bung Sam Lan Lake in Thailand gefangen. Der gesamte Körper mit Ausnahme des Kopfs und der Flossen ist mit großen Schuppen bedeckt, die oberhalb der Seitenlinie grau und darunter silbrig sind. Die Weibchen sind allgemein größer als die Männchen und weisen während der Laichzeit einen stärker gewölbten Bauch auf. Der Kopf ist auffällig groß und kann bis zu 40 % der Gesamtlänge ausmachen. Das Maul trägt keine Barteln, die Rückenflosse keinen Hartstrahl. Der erste Kiemenbogen trägt eine Kiemenreuse aus 90 bis 110 langen Strahlen. Die Riesenbarbe ähnelt stark der Art Catla catla, von der sie sich allerdings durch das Verbreitungsgebiet, die Zahl der Flossenstrahlen der Rückenflosse und der Position der Schlundzähne unterscheidet. Zudem weist die Riesenbarbe einen Chromosomensatz mit annähernd doppelt so vielen Chromosomen auf (2n=98), der wahrscheinlich auf eine Tetraploidisierung nach der Trennung der beiden Arten zurückgeht.

## Vorkommen
Die Riesenbarbe kommt in den Flusssystemen des Mae Nam Chao Phraya und des Mae Nam Mae Klong in Thailand sowie des Mekong in Kambodscha, Laos und Vietnam vor. Erwachsene Tiere bevorzugen tiefe Regionen der Hauptströme, wandern während der Regenzeit aber auch in überflutete Wälder ein. Die Jungtiere besiedeln vorwiegend Sumpfgebiete und kleinere Zuflüsse.

## Lebensweise
Riesenbarben ernähren sich vorwiegend von Algen, Phytoplankton und den Früchten überschwemmter Pflanzen, fressen aber gelegentlich auch Fische und Krebstiere. 
Die Tiere werden mit etwa sieben Jahren und neun Kilogramm Gewicht geschlechtsreif. Die Laichzeit liegt im Juli und August, die Laichgründe sind noch weitgehend unbekannt. Die Eier sind hellgelb bis dunkelbraun und schwellen durch Wasseraufnahme nach der Ablage von etwa einem Millimeter auf drei Millimeter Durchmesser an. Etwa 11 bis 13 Stunden nach der Befruchtung schlüpfen die etwa 6 Millimeter langen Larven. Innerhalb von acht Monaten wachsen die Tiere zu einem Gewicht von zwei bis vier Kilogramm heran.